# 544325 Péczbéla
544325 Péczbéla è un asteroide della fascia principale. Scoperto nel 2010, presenta un'orbita caratterizzata da un semiasse maggiore pari a 2,5546604 au e da un'eccentricità di 0,2210354, inclinata di 8,77783° rispetto all'eclittica.